# 星山菜穂
星山 菜穂 （ほしやま なほ、1980年（昭和55年）12月25日-）は、日本の体操選手である。

## 経歴・人物
東京都出身。藤村女子高等学校在学中に、1996年アトランタオリンピックに出場した 。 